# Élections générales maltaises de 1987
Les élections générales maltaises de 1987 (en anglais : Maltese general election, 1987) permettent d'élire les députés de la dix-huitième législature de la Chambre des députés de Malte, pour un mandat de cinq ans.
Le Parti travailliste du Premier ministre sortant Karmenu Mifsud Bonnici est défait par le Parti nationaliste d'Edward Fenech Adami. Ce dernier bénéficie de la réforme électorale adoptée peu avant les élections, qui permet au parti réunissant plus de 50 % des suffrages d'obtenir automatiquement une majorité absolue des sièges au parlement.

## Contexte

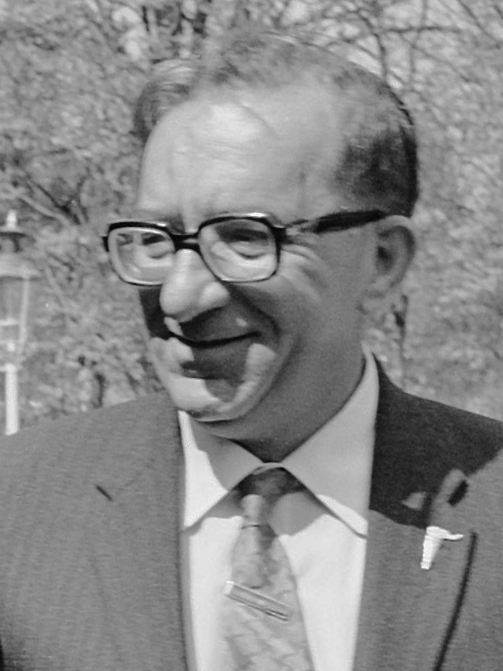
Dom Mintoff en 1974.

Les élections de 1981 voient la réélection du Premier ministre travailliste Dom Mintoff, au pouvoir depuis dix ans. Bien que le Parti nationaliste arrive en tête des suffrages avec 50,9 % des voix, c'est le Parti travailliste qui obtient la majorité des sièges (34 sur 65). Ces résultats provoquent une crise politique importante, conduisant le Parti nationaliste à boycotter le nouveau parlement jusqu'en 1983. En 1984, Karmenu Mifsud Bonnici remplace Dom Mintoff en tant que Premier ministre de l'île.
Les années 1980 sont marquées par la corruption et une importante violence politique,,,. En 1986, un jeune militant nationaliste (Raymond Caruana) est tué lors d'une réunion de son parti. La police tente alors de faire accuser un autre militant d'opposition, en déposant l'arme du crime chez ce dernier. Le scandale pousse le gouvernement et l'opposition à se rapprocher pour trouver une solution au conflit politique,.
En février 1987, la Constitution est amendée pour s'assurer que le parti arrivé en tête des voix obtienne une majorité à la Chambre des représentants. En échange de cette concession aux nationalistes, le Parti travailliste obtient l'inscription de la neutralité du pays dans la Constitution.

## Système électoral
Depuis l'indépendance du pays en 1964, la Chambre des représentants est le parlement monocaméral de Malte. Elle est composée d'au moins 65 sièges. Ses membres sont élus pour un mandat de cinq ans au vote unique transférable dans treize circonscriptions de cinq sièges chacune. Aucun seuil électoral n'est requis pour entrer au parlement.
Avant les élections, la Constitution est amendée : en plus des 65 sièges attribués par circonscription, des sièges supplémentaires peuvent être attribués si un parti réunit plus de 50 % des suffrages exprimés sans obtenir une majorité des circonscriptions, pour que ce parti atteigne la majorité absolue (d'un siège) à la Chambre des représentants. Ces sièges supplémentaires sont attribués aux candidats qui ont obtenu le plus de suffrages sans être élus, quelle que soit leur circonscription.

## Principales forces politiques
| Force politique | Force politique                              | Idéologie                                                | Chef de file           | Résultats en 1981         |
| --------------- | -------------------------------------------- | -------------------------------------------------------- | ---------------------- | ------------------------- |
|                 | Parti travailliste Partit Laburista (PL)     | Centre gauche Social-démocratie                          | Karmenu Mifsud Bonnici | 49,1 % des voix 34 sièges |
|                 | Parti nationaliste Partit Nazzjonalista (PN) | Centre droit Libéral-conservatisme Démocratie chrétienne | Eddie Fenech Adami     | 50,9 % des voix 31 sièges |

## Résultats
Les résultats sont annoncés deux jours après les élections.
|                           |                           |         |       |               |        |               |
| Partis                    | Partis                    | Voix    | %     | +/-           | Sièges | +/-           |
|                           | Parti nationaliste (PN)   | 119 721 | 50,91 | 0,01          | 35     | 4             |
|                           | Parti travailliste (PL)   | 109 990 | 48,87 | 0,2           | 34     | en stagnation |
|                           | Parti démocratique (DP)   | 380     | 0,16  | 0,16          | 0      | en stagnation |
|                           | Parti communiste (PK)     | 199     | 0,05  | 0,05          | 0      | en stagnation |
|                           | Indépendants              | 12      | 0,01  | en stagnation | 0      | en stagnation |
|                           |                           |         |       |               |        |               |
| Suffrages exprimés        | Suffrages exprimés        | 235 168 | 99,34 |               |        |               |
| Votes blancs et invalides | Votes blancs et invalides | 1 551   | 0,66  |               |        |               |
| Total                     | Total                     | 236 719 | 100   | –             | 69     | 4             |
| Abstentions               | Abstentions               | 9 573   | 3,89  |               |        |               |
| Inscrits / participation  | Inscrits / participation  | 246 292 | 96,11 |               |        |               |

## Analyse

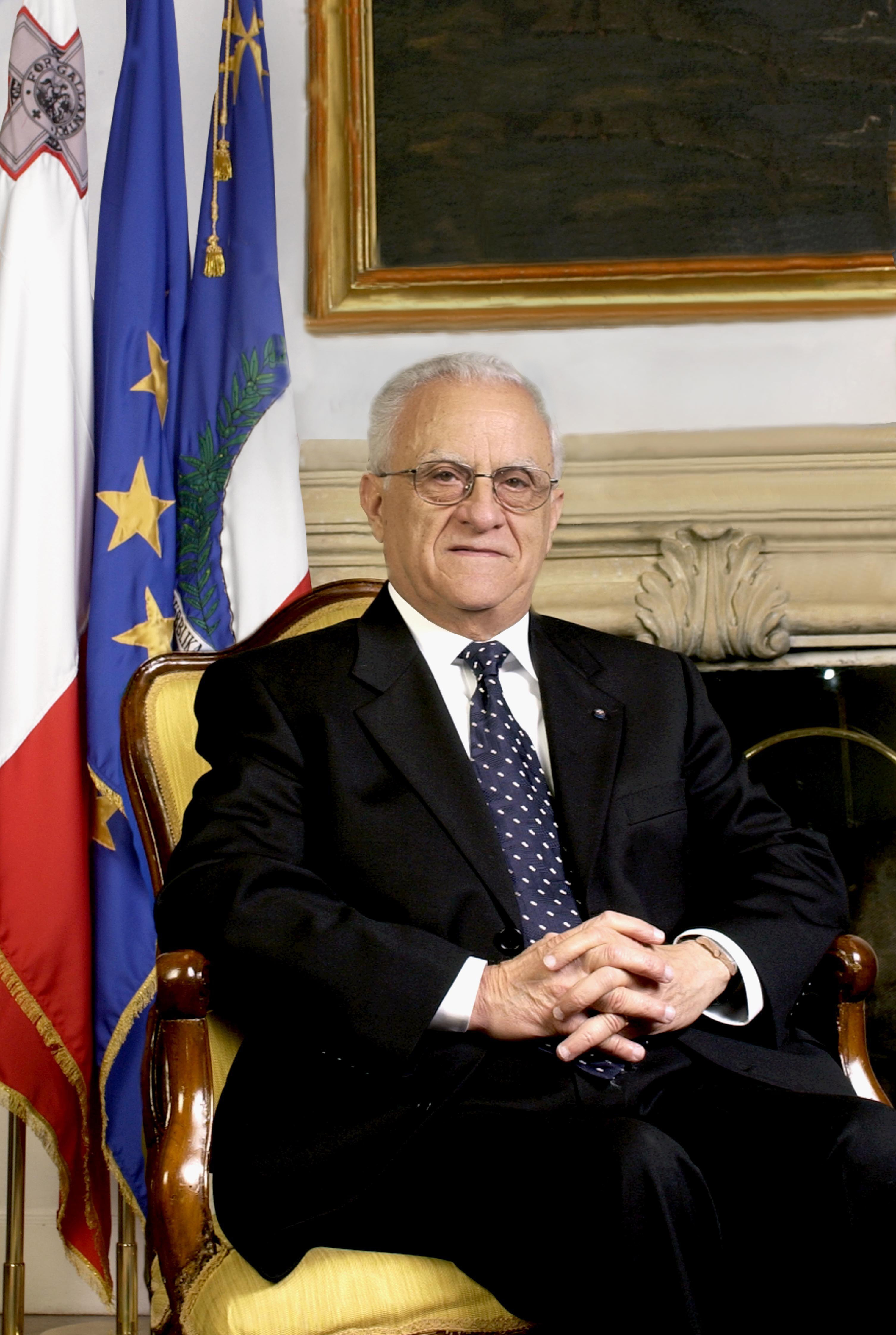
Fenech Adami devient Premier ministre à l'issue des élections de 1987.

Les élections voient la victoire du Parti nationaliste, qui bénéficie de la réforme électorale adoptée avant les élections en gagnant quatre sièges supplémentaires. C'est la première fois que le centre-droit remporte les élections générales depuis 1966.
Ces élections démontrent une nouvelle fois la forte polarisation du pays. Malgré les violences et les accusations de corruption, le Parti travailliste obtient un score comparable à celui de 1981. Pour le Parti nationaliste, cela s'explique notamment par les milliers d'emplois publics accordés à des habitants peu avant les élections.
À l'issue des élections, Eddie Fenech Adami devient Premier ministre, disposant d'une majorité d'un seul siège à la Chambre des représentants jusqu'en 1992. L'une des premières mesures de son gouvernement est la ratification de la Convention européenne des droits de l'homme, en vue d'une adhésion future de Malte à la Communauté économique européenne.